# Nina Kusturica

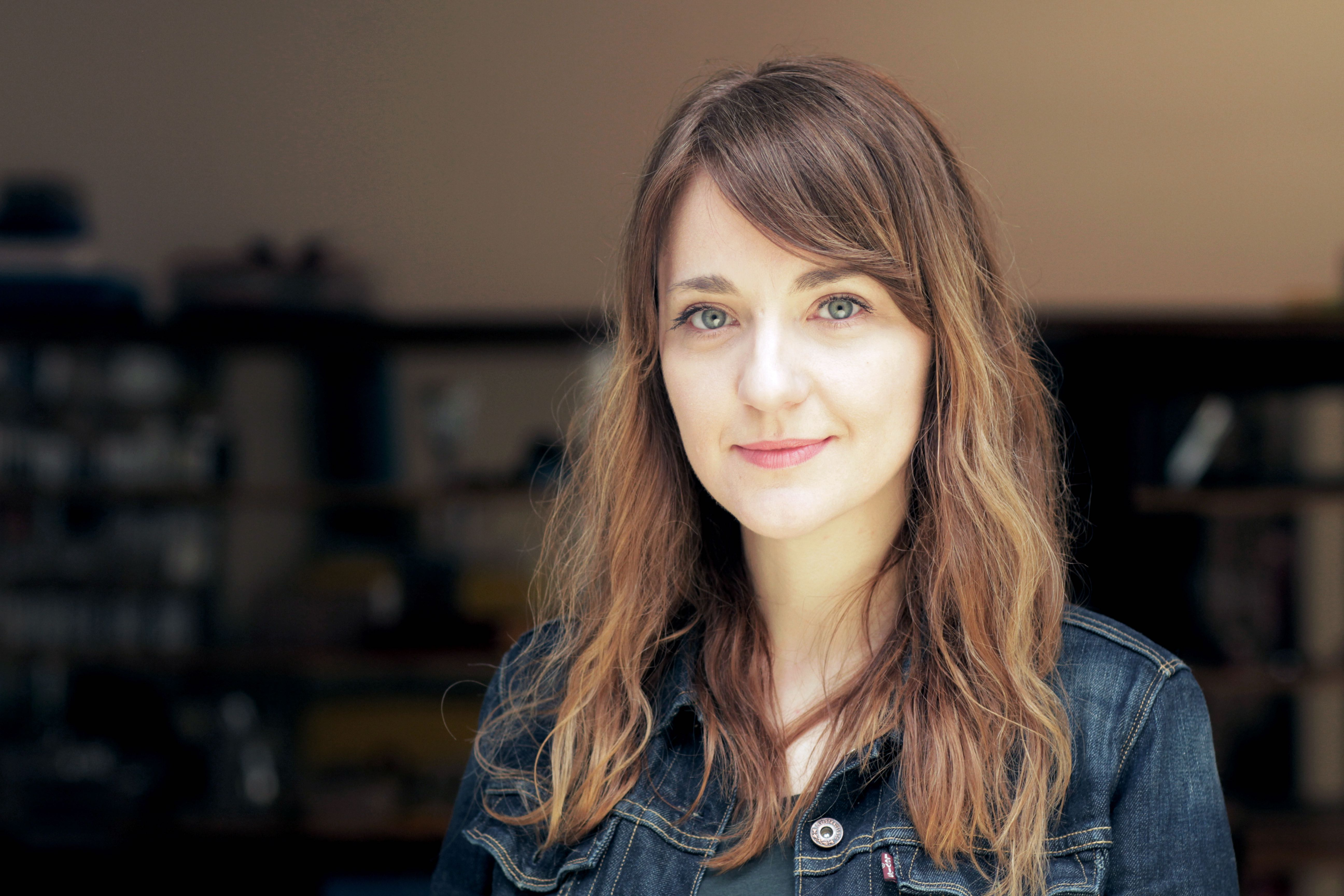
Nina Kusturica (2015)

Nina Kusturica (* 1975 in Mostar) ist eine aus Bosnien-Herzegowina stammende österreichische Filmregisseurin, Filmeditorin, Drehbuchautorin und Produzentin. Außerdem arbeitet sie als Theaterregisseurin und Dozentin.

## Leben
Nina Kusturica studierte ab 1993 Regie an der Filmakademie Wien der Universität für Musik und darstellende Kunst Wien in der Klasse Prof. Peter Patzak und Schnitt. Sie stammt aus einer Künstlerfamilie: Die Mutter Ratka Krstulović-Kusturica ist Theaterschauspielerin, ihr Vater Abid Kusturica ist Dirigent. Sie ist die Nichte der kroatischen Schauspielerin Zdravka Krstulović.
Nina Kusturicas erster Spielfilm Auswege – über drei Frauen, die von häuslicher Gewalt betroffen sind – feierte 2004 seine internationale Premiere bei den Filmfestspielen von Berlin im Forum des Jungen Films, eröffnete im Jahr 2003 die Diagonale – das Festival des österreichischen Films und wurde für den First Steps Award in Berlin nominiert.
2009 erschien ihr Dokumentarfilm Little Alien – ein Film über unbegleitete minderjährige Flüchtlinge an den Grenzen der EU und in Österreich –, der auf zahlreichen internationalen Festivals zu sehen war und mehrfach ausgezeichnet wurde (u. a. Outstanding Artist Award – interkultureller Dialog – verliehen vom Bundesministerium für Unterricht und Kultur, ERASMUS EuroMedia Grand Award – verliehen von der European Society for Education and Communication).
Die internationale Premiere ihres Spielfilms Ciao Chérie (2018) fand auf den Hofer Filmtagen statt, für den Schnitt erhielt Kusturica eine Nominierung für den Österreichischen Filmpreis.
Die Werkschauen ihrer Filme wurden 2010 in Wien und 2012 in Kairo veranstaltet. 2015 war sie als Gastkünstlerin beim Europäischen Forum Alpbach eingeladen.
Als Lehrende und Dozentin hält sie Seminare, Workshops und Vorlesungen sowohl in Österreich als auch international an verschiedenen Universitäten und Instituten zu Film, Regie und Schauspiel.
Ihre Texte werden in Zeitschriften und Publikationen veröffentlicht und ihre Arbeiten finden Eingang in einschlägige Literatur zum Film.
Nina Kusturica lebt mit ihrer Familie in Wien.

## Filmographie (Auswahl)
Regie / Buch / Schnitt / Produktion
- 1998: Ich bin der neue Star, Dokumentarfilm, 15 min.
- 1999: Wishes, Kurzspielfilm, 20 min.
- 2000: Draga Ljiljana – Liebe Ljiliana, Dokumentarfilm, 31 min.
- 2001: Der Freiheit, Kurzspielfilm, 14 min.
- 2003: Auswege, Spielfilm, 90 min., Drehbuch Barbara Albert
- 2004: 24 Wirklichkeiten in der Sekunde - Michael Haneke im Film, Dokumentarfilm, 58 Min., Co-Regie mit Eva Testor
- 2009: Little Alien, Dokumentarfilm, 94 min.
- 2017: Ciao Chérie, Spielfilm, 87 min.

Produktion / Schnitt
- 1997: Speak Easy, Kurzspielfilm, Schnitt
- 1999: Lesen macht Tot, Spielfilm, Schnitt
- 2002: Laut und deutlich, Dokumentarfilm, Schnitt
- 2005: Kotsch, Kino-Spielfilm, Schnitt
- 2007: Auf dem Strich – Paul Flora im Film Dokumentarfilm, Produktion
- 2007: Vienna's Lost Daughters, Kino-Dokumentarfilm, Produktion/Schnitt
- 2013: Schlagerstar, Kino-Dokumentarfilm, Produktion

## Auszeichnungen und Nominierungen
- Draga Ljiljana:  Lobende Erwähnung der Jury – Diagonale, 2000
- Der Freheit: Nominierung Max Ophüls Preis, 2001
- Auswege:  Nominierung zum FIRST STEPS AWARD Berlin, 2004; ERSTER PREIS DER JUGENDJURY, Special Mention Cast, zweiter Preis der Jury – International Women Film Festival Torino, 2005
- Kotsch: Beste künstlerische Montage Spielfilm – Diagonale, gemeinsam mit Bernhard Schmid, 2007
- Little Alien:  OUTSTANDING ARTIST AWARD – interkultureller Dialog – verliehen vom Bundesministerium für Unterricht und Kultur, 2010; CHRIS-Award ‚Social Issues‘ – Columbus International Film & Video Festival, 2010; BEST INTEGRAL REALIZATION – Bruxelles Fiction & Documentary Festival, 2010; Bester Schnitt & 2. Platz in der Kategorie Bester Dokumentarfilm – Los Angeles International Film Festival, 2010; ERASMUS EuroMedia Grand Award – verliehen von der European Society for Education and Communication, 2011
- Ciao Chérie: Nominierung Bester Schnitt – Österreichischer Filmpreis 2019; BEST WRITING - TONINO GUERRA AWARD Blow-Up Arthouse Film Festival Chicago, 2018

## Inszenierungen (Auswahl)
- 2015 Pappà Leone, Theaterstück von Olja Runjic, Theater Akzent Wien
- 2018 Erschlagt die Armen! Inszenierung nach einem Roman von Shumona Sinha, Werk X, Wien
- 2019 Rule of Thumb (Daumenregeln) Theaterstück von Iva Brdar, Kosmostheater Wien